# آریانت موریچ
آریانت آنان موریچ (آلبانیایی: Arijanet Anan Muric؛ زادهٔ ۷ نوامبر ۱۹۹۸) بازیکن فوتبال اهل کوزوو است.
از باشگاه‌هایی که در آن بازی کرده‌است می‌توان به منچستر سیتی، ناک بردا و ناتینگهام فارست اشاره کرد.
وی همچنین در تیم ملی فوتبال کوزوو بازی کرده‌است.